# Колупанский, Игорь Алексеевич
Игорь Алексеевич Колупанский (род. 7 февраля 1958, Москва) — советский спортсмен по современному пятиборью, Мастер спорта СССР (1977), Мастер спорта СССР международного класса (1980). Вице-чемпион СССР (1981). Победитель Спартакиады дружественных армий, обладатель Кубка Европы.

## Биография
Колупанский Игорь Алексеевич родился 7 февраля 1958 года в Москве. До 16 лет занимался плаванием в обществе «Труд» г. Москва, бассейн «Москва», выполнил норматив Кандидата в мастера спорта. В 1975 году начала заниматься пятиборьем в ДЮСШ «Спартак» по современному пятиборью и конному спорту на ОУСЦ «Планерная» (Московская область, Химки). В то время здесь была организована Экспериментальная группа по современному пятиборья под руководством ЗМС СССР Минеева Виктора Александровича, тренеры: ЗТ России И. Л. Флейшман, ЗТ СССР Е. П. Талаев, ЗТ СССР К. Ф. Кулагин.
Выступал за «Спартак» (Москва), Вооруженные Силы. Член сборной команды СССР 1980 по 1984 годы. С 1980 по 1990 год проходил службу в Вооруженных Силах, выступал за Центральный спортивный клуб армии и ЦГВ (Центральная группа войск). Тренировался под руководством Заслуженных тренеров СССР и РСФСР Пьянова К., Романова Ю., Л. Креер, В. Прахова, тренер по фехтованию М. Горлов.
Неоднократно занимал призовые места на Всесоюзных и международных соревнованиях, Первенствах Вооруженных Сил СССР.
Победитель Первенства Центральной зоны г. Москва (Центральный федеральный округ) в личном зачете (1989).
В 1984 году окончил ГЦОЛИФК (Государственный центральный ордена Ленина институт физической культуры).
После завершения спортивной карьеры с 1990 по 2005 годы работал директором бассейна «Октябрь», ул. Живописная г. Москвы. С 2008 по 2015 годы заместитель директора ОУСЦ «Планерная» (Олимпийский учебно-спортивный центр, Химки Московская область) по спортивной работе. С 2015 года директор конноспортивной базы ФАУ МО РФ ЦСКА. С октября 2012 исполнительный директор Федерации современного пятиборья Московской области.

## Достижения
- Мастер спорта СССР по современному пятиборью (присвоено удостоверение №).
- Мастер спорта СССР международного класса (присвоено, приказ №, удостоверение №).

Награждён медалями:
- Медаль «В память 850-летия Москвы»,
- Медаль «70 лет Вооруженных Сил СССР».
- Медаль «За безупречную службу» 3 степени.